# Ізвору-Дулче (Мерей, Бузеу)
Ізвору-Дулче (рум. Izvoru Dulce) — село у повіті Бузеу в Румунії. Входить до складу комуни Мерей.
Село розташоване на відстані 85 км на північний схід від Бухареста, 15 км на захід від Бузеу, 114 км на захід від Галаца, 100 км на південний схід від Брашова.

## Населення
За даними перепису населення 2002 року у селі проживали 957 осіб.
Національний склад населення села:
| Національність | Кількість осіб | Відсоток |
| -------------- | -------------- | -------- |
| румуни         | 886            | 92,6%    |
| цигани         | 71             | 7,4%     |

Рідною мовою назвали:
| Мова      | Кількість осіб | Відсоток |
| --------- | -------------- | -------- |
| румунська | 899            | 93,9%    |
| циганська | 58             | 6,1%     |